# Couvent de Deschambault
Le couvent de Deschambault est un immeuble patrimonial à Deschambault-Grondines au Québec, Canada. 
Ayant fait l'objet d'une citation en 2007, il fait partie de l'aire de protection de l'église Saint-Joseph de Deschambault.

## Histoire
Le curé Narcisse Bellenger entreprit dès 1857 les démarches pour que le village soit doté d'un couvent dont la mission principale serait d'assurer l'éducation des filles. Les plans furent réalisés par l'abbé Thomas-Benjamin Pelletier et des corvées se succédèrent pendant près de trois ans avant que le bâtiment soit complété et confié aux Sœurs de la charité de Québec. Ces dernières s'y installèrent et accueillirent leurs premières élèves en 1861. Une rallonge fut construite à l'arrière de l'édifice en 1872 et un étage fut ajouté en 1884, afin d'héberger un plus grand nombre de pensionnaires. Au terme de ces travaux, l'architecte Zéphirin Perreault aura donné à l'édifice sa forme définitive, dont le toit mansardé qui le caractérise.
Pendant plus d'un siècle, les religieuses accueillirent annuellement une centaine d'élèves : « [Les filles] à la dois comme externes et pensionnaires, aux niveaux primaire ou secondaire. Quant aux garçons, ils ne seront admis qu'au primaire et comme externes, sauf entre les années 1945 et 1963 pendant lesquelles ils peuvent loger au couvent ». Cependant, les grands bouleversements qui marquèrent le système d'éducation au Québec au début des années 1960 obligèrent les Sœurs de la Charité à renoncer à leur mission d'enseignement : les pensionnaires quittèrent l'établissement en 1968 et les dernières religieuses en 1994.
Après ententes avec les Sœurs de la Charité de Québec et l'archevêché, la municipalité de Deschambault-Grondines fit l'acquisition du couvent pour la somme de un dollar, à condition de s'employer « dans la mesure du possible, à garder la vocation culturelle et sociale du couvent ». Depuis, la municipalité a toujours respecté son engagement, hébergeant la Bibliothèque au Bord de l'Eau, la fabrique, l'École de musique Denys-Arcand et autres organismes culturels ou communautaires.